# 선수촌

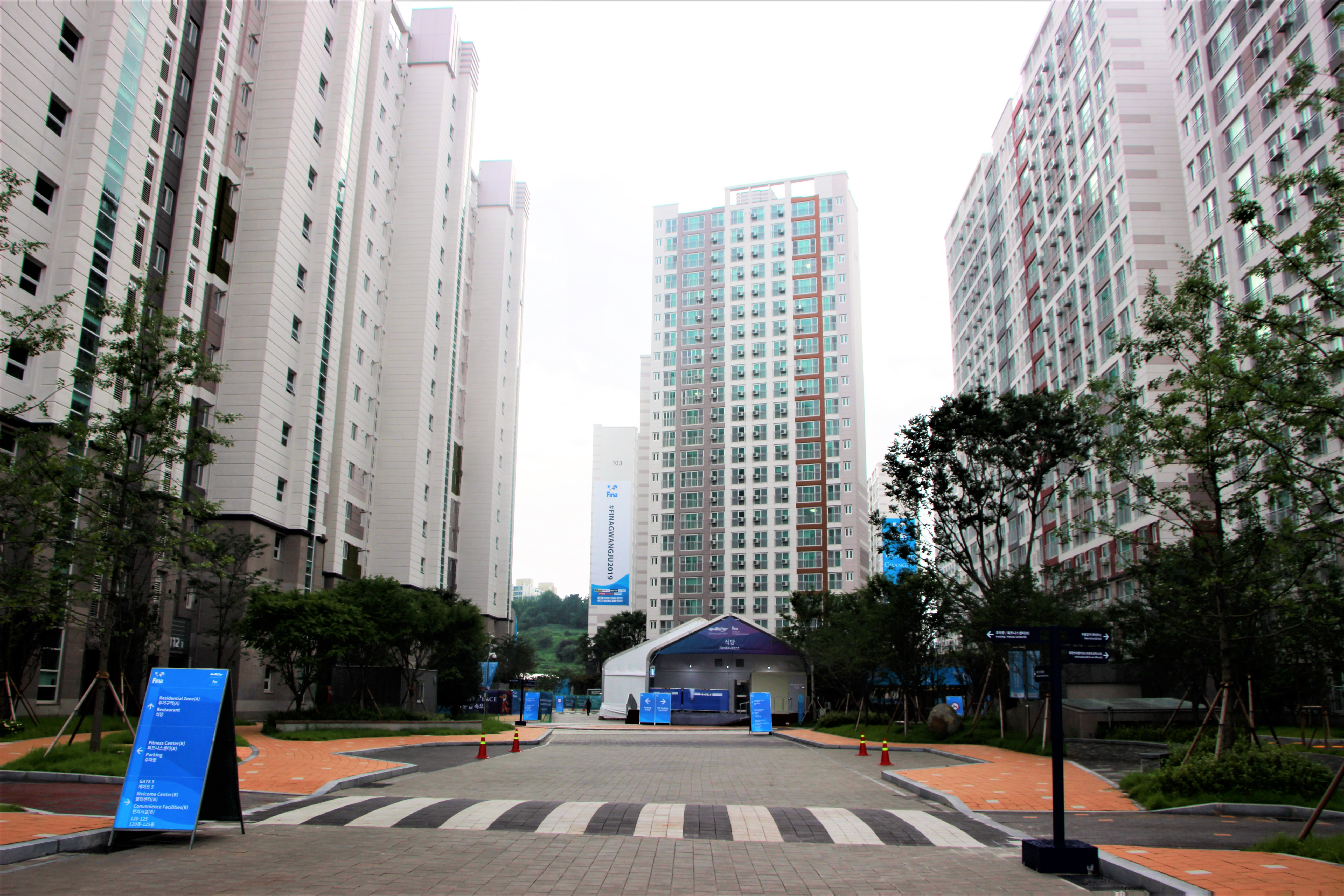
2019 광주FINA세계수영선수권대회 선수촌.(現 광주 우산동 중흥S클래스센트럴 선수촌아파트)

선수촌(選手村)은 경기 대회 중에 운동 선수 등이 숙식하는 장소이다. 일반적으로 올림픽, 세계 선수권 대회, 패럴림픽 대회 중 선수들의 숙식을 위해 건립된다. 선수촌은 올림픽, 세계선수권대회 기간 중 선수들의 보금자리로 활용되고, 대회 직후 정비를 거쳐 민간에 분양되거나 유스호스텔, 또는 콘도미니움으로 이용된다.

## 개요
최초의 선수촌은 프랑스 파리에서 열린 1924년 하계 올림픽 때 생겨났다. 당시 선수들이 금전 등의 문제로 적당한 숙소를 구하지 못하자 오두막집을 임시로 지어 선수들에게 살게끔 한 것이었다. 현재와 같이 건물을 세우고, 지원시설이 마련된 형태의 선수촌은 미국 로스엔젤레스에서 열린 1932년 하계 올림픽부터 건립되기 시작했다. 1948년 하계 올림픽 당시에는 2차 세계대전으로 인한 자재 부족 등의 문제로 군 부대의 막사 등을 선수촌으로 사용하기도 했다.
대한민국의 첫 번째 선수촌은 서울특별시 광진구 광장동에 지어진 워커힐아파트이다. 1978년 열린 세계사격선수권대회에 참가하는 선수들을 위해 지어졌다. 이후 아시안 게임, 하계 올림픽, 유니버시아드를 치르면서 선수촌이 지어져 현재에 이른다.
대한민국에서 올림픽, 아시안 게임 시기 건설된 선수촌은 아파트 형태로 지어졌다. 1986년 아시안 게임 당시에는 서울특별시 잠실동에 아시아선수촌아파트가 건설되었고 1988년 하계 올림픽 당시에는 서울특별시 오륜동에 올림픽선수기자촌아파트가 마련되었으며, 2018년 동계 올림픽 때에는 평창 올림픽 선수촌과 강릉 올림픽 선수촌 및 미디어촌이 건설되어 선수촌으로 활용된 뒤 민간에 분양되었다. 소련의 1980년 모스크바 올림픽 선수촌 아파트, 중국의 1990년 베이징 아시안게임 선수촌 아파트, 2008년 베이징 올림픽 선수촌 아파트도 대회 폐막 후 고급 아파트로 인정받으며 민간에 분양되었다.
선수촌은 출입구의 보안구역과 국제구역, 선수들의 생활구역과 식당 등 지원시설로 나뉘어 있다. 생활구역은 해당 선수촌에 지어지는 아파트나 주택 등의 거주공간을 활용하고, 국제구역과 지원시설은 임시 시설 등을 마련하거나 주민들이 향후 활용할 커뮤니티 시설을 활용하기도 한다. 지원시설에는 레스토랑, 편의점, 기업 홍보관, 헬스장, 카페 등이 마련된다. 선수들이 무료로 이용할 수 있는 스포츠 시설이나 미용 시설 역시 마련되어 훈련, 여가 등을 지원한다.
선수들이 거주하는 선수촌도 대회 기간 마련되지만, 본부 호텔이나 가족 호텔의 기능을 대신하는 '패밀리빌리지'가 개설되기도 하는데, 1988년 하계 올림픽 당시에는 서울특별시 문정동 일원에 올림픽훼미리타운이 건설되어 선수 가족, 대회 관계자들이 숙박하는 특이한 사례도 있었다. 또한 대회에 참가하는 방송 인력, 대회 인력등을 수용하기 위한 미디어촌 역시 올림픽, 세계선수권대회 등 대형 이벤트 때에 마련되어 운영된다.